# Zimandu Nou (gmina)
Zimandu Nou – gmina w Rumunii, w okręgu Arad. Obejmuje miejscowości Andrei Șaguna, Zimandcuz i Zimandu Nou. W 2011 roku liczyła 4657 mieszkańców.